# Костинов, Михаил Петрович
Михаил Петрович Костинов (род. 1956) — профессор, доктор медицинских наук, российский врач аллерголог-иммунолог, вакцинолог, заслуженный деятель науки Российской Федерации (2004), заведующий лабораторией вакцинопрофилактики и иммунотерапии аллергических заболеваний НИИ вакцин и сывороток им И. И. Мечникова, заведующий кафедрой эпидемиологии и современных технологий вакцинации Института профессионального образования Первого Московского Государственного Медицинского Университета им. И. М. Сеченова. Член-корреспондент РАН с 2022 года.
Автор более 830 научных трудов, включая 19 монографий и книг, 12 Федеральных и Национальных руководств и рекомендаций, 40 практических руководств и пособий для врачей, 25 методических рекомендаций, учебных, учебно-методических пособий, 1 справочника, 6 научно-популярных брошюр, 16 авторских свидетельств и патентов на изобретение. Под его руководством и при научном консультировании защищено 36 диссертаций (31 кандидатских и 5 докторских).
Является членом редакционной коллегии журналов «Эпидемиология и вакцинопрофилактика», «Педиатрия. Журнал имени Г. Н. Сперанского», 3 диссертационных советов, независимого экспертного совета Союза экспертов по иммунопрофилактике, главным исследователем 14 клинических исследований.

## Биография
Закончил Кишинёвский Государственный Медицинский и Фармацевтический Университет имени Николая Тестемицану с красным дипломом.
С 1993 года — заведующий лабораторией вакцинопрофилактики и иммунотерапии аллергических заболеваний НИИ вакцин и сывороток им И. И. Мечникова.
С 2001 года — профессор курса «Вакцинопрофилактика» МПФ ППО ММА им. И. М. Сеченова, с 2010 года — профессор кафедры МПФ Первого Московского Государственного Медицинского Университета им. И. М. Сеченова, а с 2021 года — заведующий кафедрой эпидемиологии и современных технологий вакцинации ИПО Первого Московского Государственного Медицинского Университета им. И. М. Сеченова. Под руководством Костинова М. П. выполнено 31 диссертация на соискание учёной степени кандидата медицинских наук и 5 диссертации на соискание учёной степени доктора медицинских наук.
С 2006 года является главным исследователем при проведении 11 клинических испытаний новых вакцинных препаратов против гриппа, вирусного гепатита А и лекарственных (противовирусных и антигистаминных) средств, а также 3 исследований по изучению безопасности и иммуногенности вакцин против COVID-19.
В настоящее время руководит многоцентровыми исследованиями по проблеме иммунопрофилактики у детей и взрослых с соматической патологией с участием научных центров различных городов России — Ульяновск, Чебоксары, Нижний Новгород, Самара, Хабаровск, Владивосток, Красноярск, Ростов-на-Дону, Чита, Ярославль.
Костинов М. П. — ведущий специалист в области вакцинологии и клинической иммунологии, аллергологии. Им создана школа специалистов по внедрению новых технологий вакцинопрофилактики детей с различными заболеваниями, в основе которой лежит принцип индивидуального подхода к пациенту. Участвует и организует научно-практические конференции по проблеме вакцинации в различных регионах России, а также ведёт общественную научно-обоснованную просветительную работу через СМИ.
Ведёт активную роль в экспертных советах по вакцинации детей с нарушенным состоянием здоровья, по профилактике рака шейки матки и ветряной оспы в Российской Федерации и диссертационных советах по специальности «аллергология и иммунология».

## Научная деятельность
1994—2000 годы — исследование по определению стратегии и тактики вакцинации против дифтерии и столбняка детей, страдающих различными заболеваниями почек, печени, хроническими воспалительными заболеваниями легких, первичными иммунодефицитами, в которых показана безопасность и эффективность индивидуальной вакцинации данной категории пациентов.
В 2001—2008 годах — исследование по оценке клинико-иммунологической эффективности вакцинации против гемофильной типа b и пневмококковой инфекции у детей с бронхо-легочной патологией, аутоиммунной патологией, эндокринной и ЛОР-патологией, ВИЧ-контактных и ВИЧ-инфицированных, где доказан не только профилактический, но и терапевтический эффект применения бактериальных вакцин в комплексе лечебно-профилактических мероприятий при данных патологиях. Изучена роль аллергенспецифической иммунотерапии и иммуномодуляторов в усилении иммунного ответа при вакцинации иммунокомпрометированных детей.
С 2009 года по настоящее время — исследование по проблеме гриппа и ОРИ у беременных, оценка состояния врождённого и приобретённого иммунитета у их новорождённых. Изучение безопасности и иммуногенности вакцин против респираторных инфекций у женщин детородного возраста и беременных. Определение тактики вакцинации против клещевого энцефалита у детей с различными нарушениями состояния здоровья и имевших в анамнезе необычные реакции на предыдущее введение вакцины. Установление фармако-экономический и клинический эффекты вакцинации против бактериальных и вирусных инфекций детей и взрослых с бронхо-легочной и аутоиммунной патологией.
В последнее время занимается изучением новых молекулярно-клеточных механизмов действия иммунотропных препаратов, вакцин у пациентов с COVID-19, а также методов реабилитации.

## Награды
- Медаль Луки Крымского (12 декабря 2022 года) — за заслуги в научной деятельности и многолетнюю добросовестную работу[8].
- Заслуженный деятель науки Российской Федерации (18 октября 2004 года) — за заслуги в научной деятельности[1]